# Verbena xutha
Verbena xutha — вид трав'янистих рослин родини Вербенові (Verbenaceae), поширений на півдні США й на півночі Мексики.

## Опис
Підняте, багаторічне, кутасте, грубе стебло до 180 см заввишки, часто з кількома стеблами. Листки протилежні, довгасті або яйцюваті, до 15 см завдовжки, перистороздільні або 3-дольні, з великою середньою частиною і 2 меншими; кінцеві поля зубчасті, верхівки тупокінцеві. Квіти у витягнутих кінцевих колосах, від синювато-фіолетового до рожевого й до лавандового забарвлення, до 9 мм завширшки, 5-пелюсткові.

## Поширення
Поширений на півдні США й на півночі Мексики.